# Yu Dan (schutter)
Yu Dan (Sichuan, 18 augustus 1987) is een Chinese schutter. Yu kwam uit voor China bij de Olympische Zomerspelen in Londen in 2012. Ze behaalde na haar landgenote Yi Siling en de Poolse Sylwia Bogacka de bronzen medaille.
Yu komt uit voor het provinciale schietteam van Sichuan.